# Видинци
 Тази статия е за селото в Област Ямбол.  За личности, свързани с Видин, вижте Личности (Видин).  
Вѝдинци е село в Югоизточна България, община Тунджа, област Ямбол.

## География
Село Видинци се намира на около 21 km юг-югозападно от областния център Ямбол. Разположено е върху леко хълмистия терен в прехода между Ямболското поле и Елховското поле, изток-югоизточно от Светиилийските възвишения. Климатът е преходноконтинентален. Надморската височина в центъра на селото е около 153 m, в северозападния и югозападния му краища нараства до около 160 m, а в източния и югоизточния намалява до около 135 – 140 m.
Видинци е крайно село на общинския път, идващ до него от намиращото се около 4 km на изток село Генерал Инзово, през което минава третокласният републикански път III-7602, водещ на север към село Роза и Ямбол, а на юг през селата Крумово и Голям манастир – към Тополовград.
В землището на Видинци има един регистриран микроязовир.
Населението на село Видинци, наброявало 452 души към 1934 г. и 478 към 1946 г., намалява бързо до 64 към 1985 г., а към 2019 г. наброява 28 души (по текущата демографска статистика за населението).
При преброяването на населението към 1 февруари 2011 г. от обща численост 27 лица за всички е посочена принадлежност към „българска“ етническа група.

## История
След края на Руско-турската война 1877 – 1878 г., по Берлинския договор селото остава на територията на Източна Румелия. От 1885 г. – след Съединението, то се намира в България с името Араб ходжа. Преименувано е на Видин през 1879 г. и на Видинци – през 1950 г.
В Държавния архив – Ямбол, се съхраняват документи от периода 1950 – 1958 г. на/за Трудово кооперативно земеделско стопанство (ТКЗС) „Васил Коларов“ – с. Видинци, Ямболско.

## Обществени институции
В село Видинци към 2020 г. има действаща само на големи религиозни празници православна църква „Свети Димитър“;